# Tråg
För det meteorologiska begreppet tråg, se tråg (meteorologi).

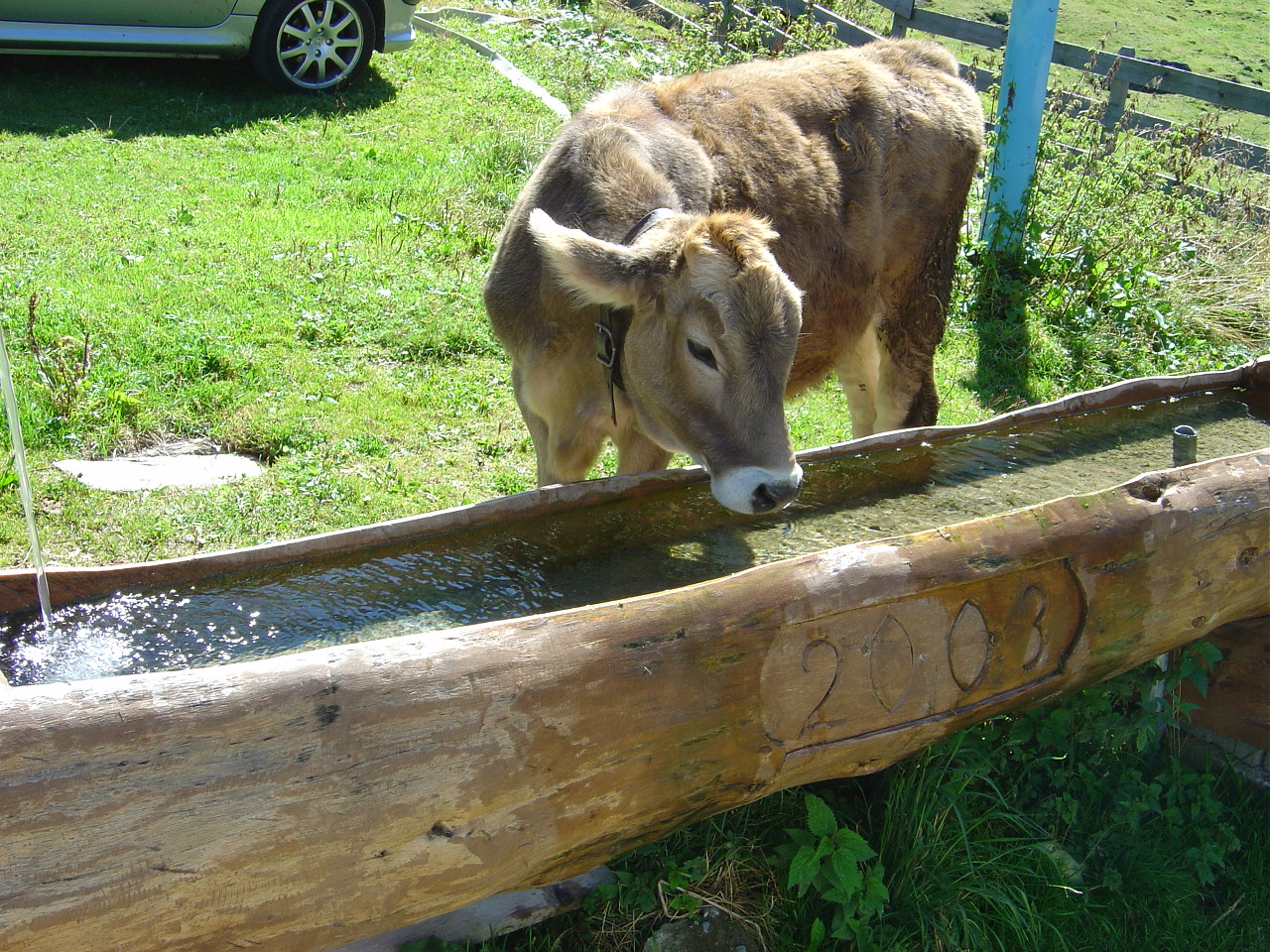
En ko dricker ur ett vattentråg som huggits ut från en delad stock.

Ett tråg är ett avlångt, fyrsidigt fat eller kärl som är avsett för framställning, förvaring, förpackning eller servering av mat. Tråget, som ursprungligen var gjort av trä, har en lång historia inom bondesamhället, exempelvis som mjölk- eller baktråg. Det ursprungliga tråget framställdes genom att man högg ur en delad stock. Numera finns industriella produkter framställda av metall, plast eller wellpapp.
Tråg kan i överförd betydelse användas för andra typer av avlånga behållare eller sänkor.

## Galleri

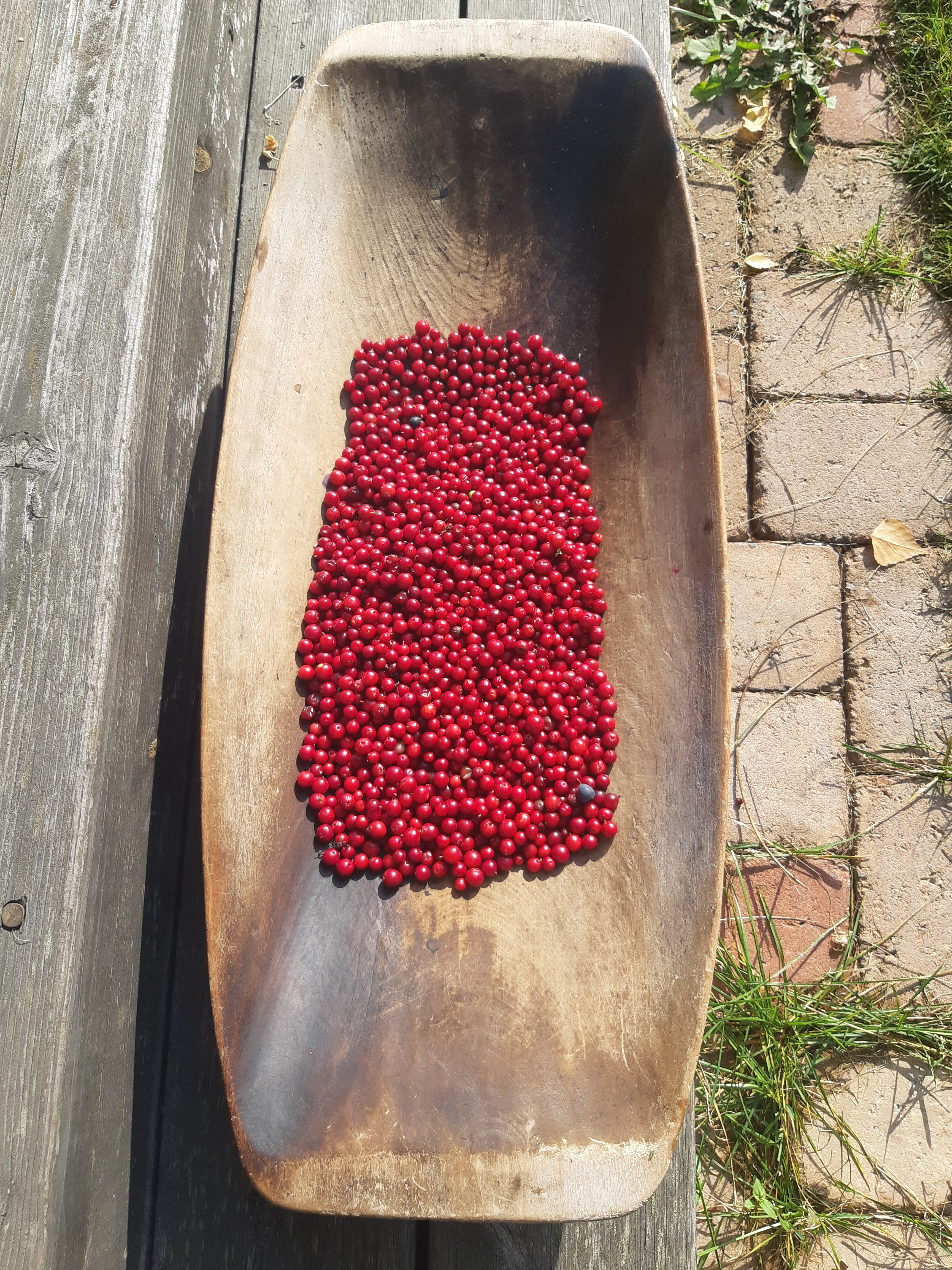
Ett trätråg för rensning av lingon och blåbär.
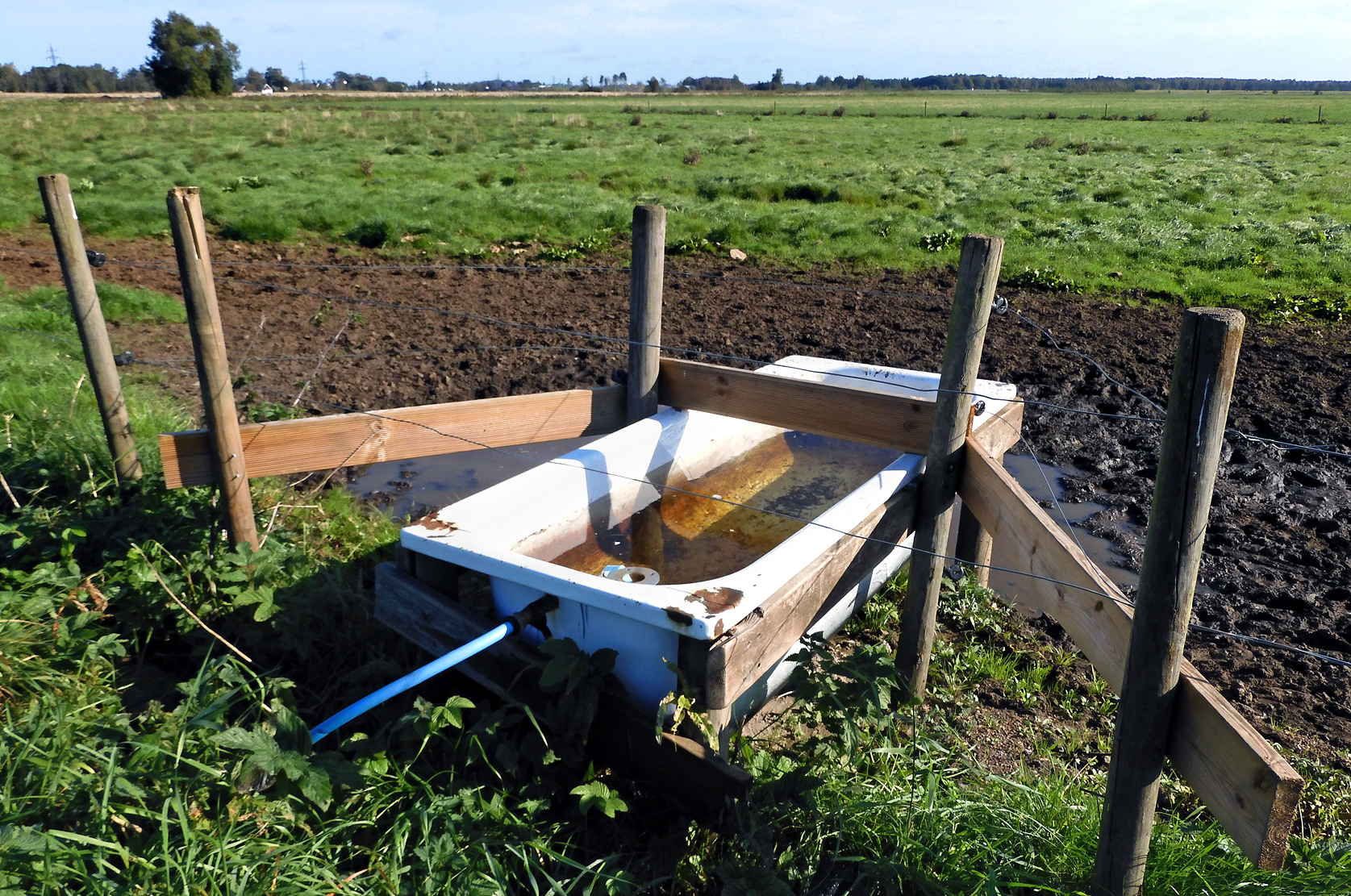
Ett vattentråg gjort av ett badkar. Öja mosse i Ystad 2021.
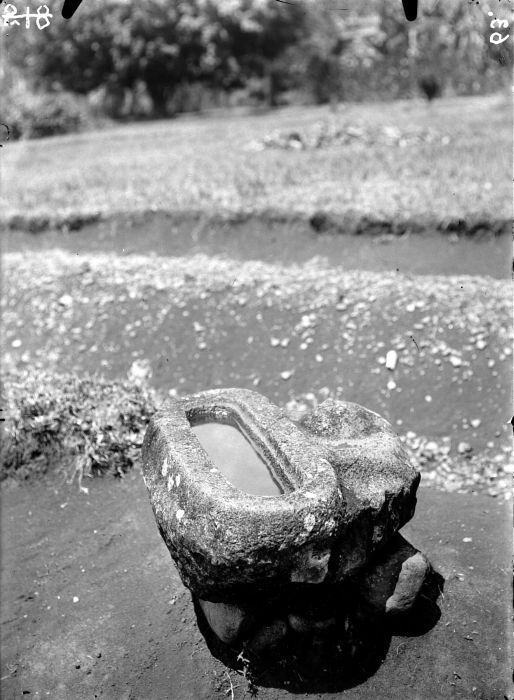
Ett megalitiskt tråg, direkt urhugget ur en sten, i Indonesien (1931).
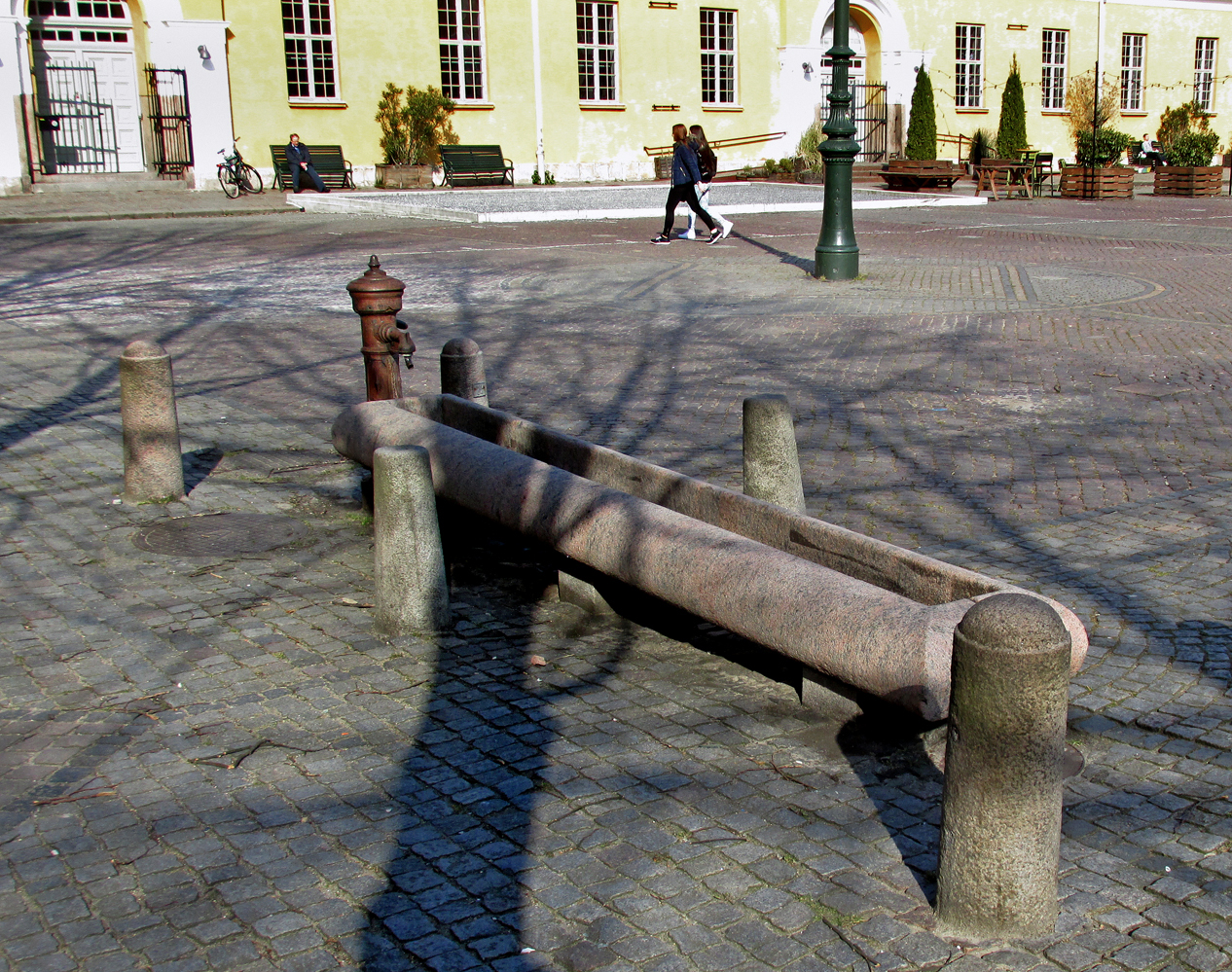
En vattenpost med vattenränna för hästar på Drottningtorget i Malmö.